# Nissan Note (третье поколение)
Nissan Note третьего поколения (код кузова E13) — субкомпактный хэтчбек японской компании Nissan, входящий в альянс Renault—Nissan—Mitsubishi. Выпускается с 2020 года исключительно для японского внутреннего рынка. Модель поступила в продажу в декабре 2020 года, а в 2021 году была представлена более дорогая версия Note Aura. Фирмы Autech и Nismo разработали несколько различных тюнингованных модификаций этих автомобилей. В декабре 2023 года была представлена рестайлинговая модель. Note по-прежнему хорошо продаётся в Японии — с 2021 года было продано уже более 300 тысяч автомобилей.

## История

### Разработка
До третьего поколения модель Note, считавшаяся семейным автомобилем, была глобальной — помимо Японии, она поставлялась в Европу, Россию и, со второго поколения, Северную Америку. Однако, модель второго поколения уже не экспортировалась в Россию, а чуть позже покинула североамериканский и европейский рынки из-за падения популярности. Тем не менее, в Японии Note всё это время удерживал статус бестселлера, поэтому модель третьего поколения было решено разработать исключительно под японский внутренний рынок.
Первые сведения о модели появились в 2019 году. Тогда возможные характеристики модели были опубликованы японским изданием «Response». На сайте были опубликованы изображения возможного внешнего вида модели. На них изображён оранжевый однообъёмный автомобиль со сдвижными дверями и высоким кузовом. По заявлениям издания, новый Note мог быть не только пятиместным, но и даже семиместным, что для субкомпактвэнов большая редкость. Ожидалось, что на автомобиль будет ставится всё та же гибридная установка e-Power. Привод — передний или полный. Как оказалось, эти предположения были не совсем верными.

### Серийная модель (2020)

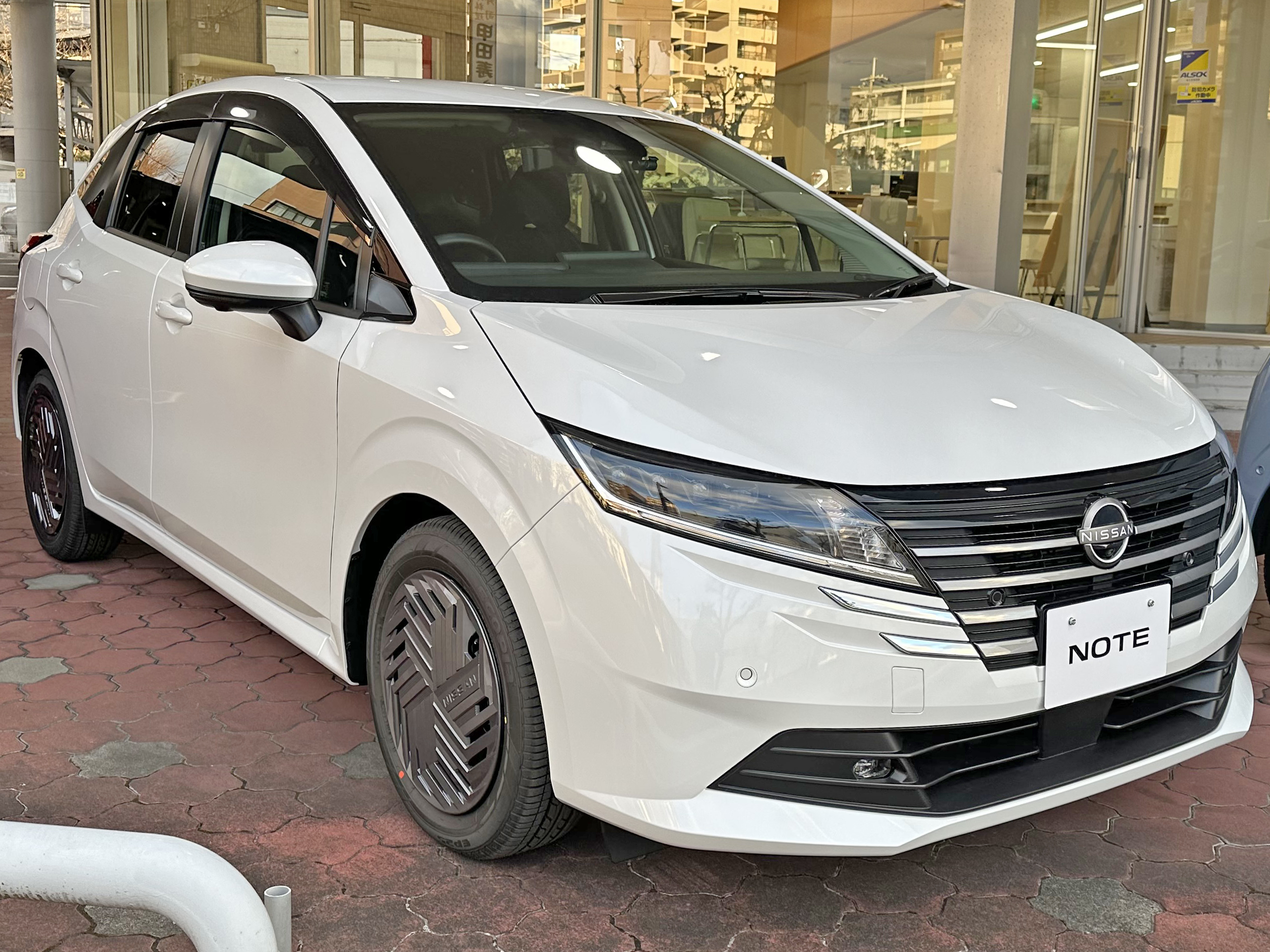
Модель после рестайлинга 2023 года

Презентация третьего поколения Note прошла в Японии 24 ноября 2020 года. 
В июне 2021 года была представлена более дорогая модификация автомобиля, получившая название Note Aura. Автомобиль отличается от стандартного внешне. Так, ширина была увеличена с 1695 до 1735 мм. Также отличаются от обычной модели задние двери и крылья. Небольшие изменения также коснулись решётки радиатора, фар и задних фонарей. Автомобиль доступен в комплектациях G и G Four, разница в приводе. У каждой комплектации имеется версия Leather Edition, отличающаяся иной обивкой салона. Цена Note Aura начинается от 2 610 300 иен. Осенью 2021 года появилась спортивная модификация — Note Aura Nismo. Двигатели остались неизменными, однако был добавлен режим езды Nismo (помимо стандартных Normal и Eco). На шасси были установлены новые пружины и амортизаторы. Клиренс был уменьшен. Система стабилизации и рулевой механизм были перенастроены, а кузов был усилен под багажной дверью. Были также изменены бамперы и пороги, сзади установлен спойлер. Версия Nismo предлагается только с передним приводом. Цена на спортивную модель начинается от 2 869 900 иен.
Фирма Autech вновь сделала специальную версию автомобиля — Note Autech. Модель отличается решёткой радиатора, новыми колёсными дисками и обивкой салона. В октябре 2021 года появилась модификация в виде кроссовера — Note Autech Crossover. Модель отличается изменёнными фарами и зеркалами заднего вида. Была изменена подвеска, а размер шин был увеличен, в результате чего клиренс увеличился на 25 мм.

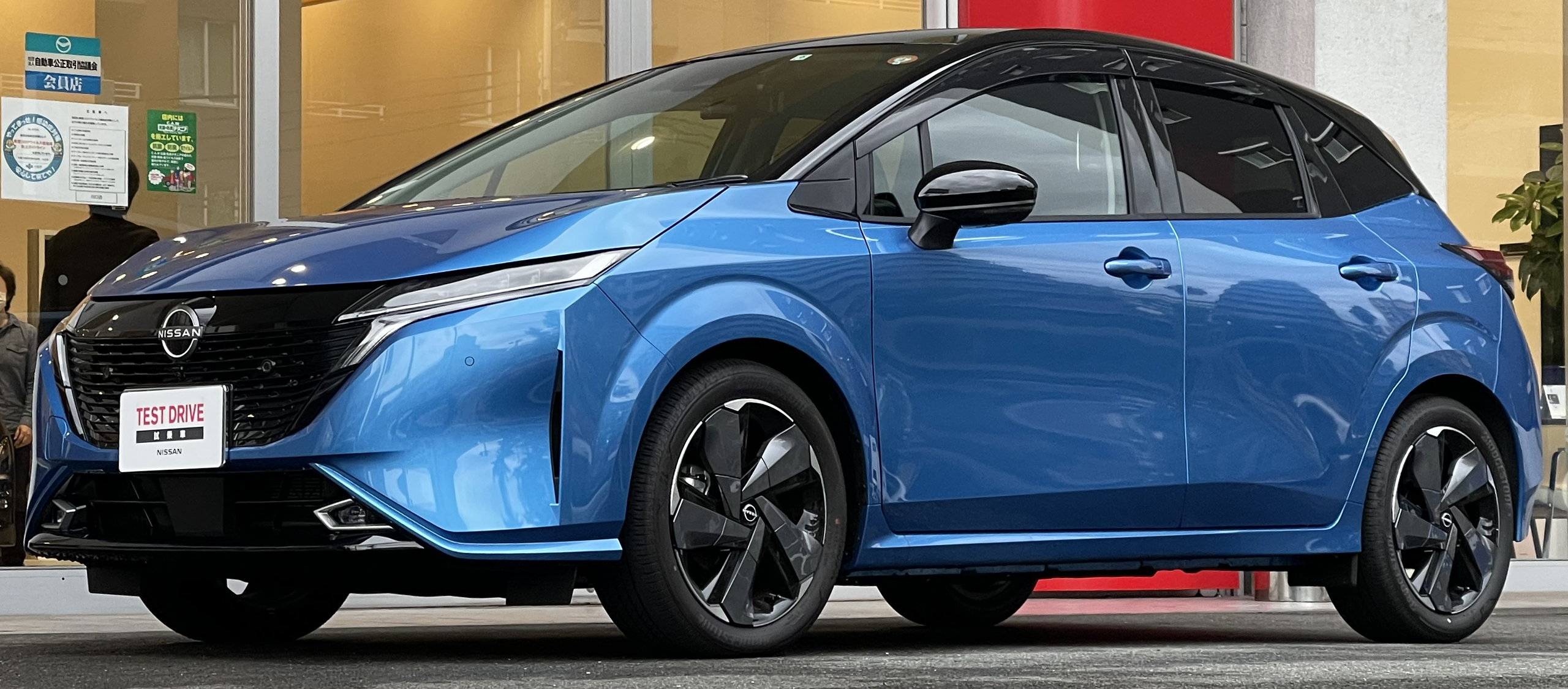
Note Aura
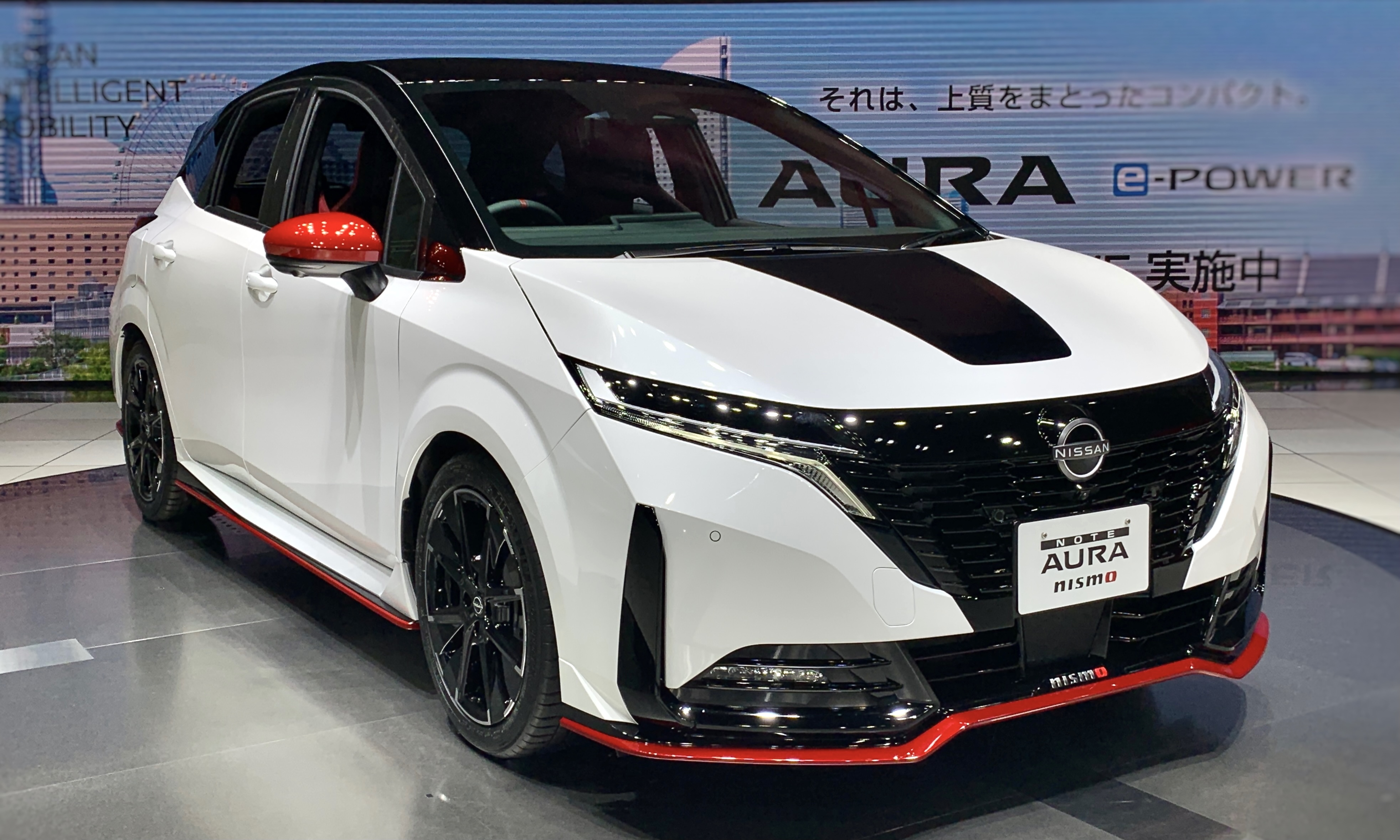
Note Aura Nismo
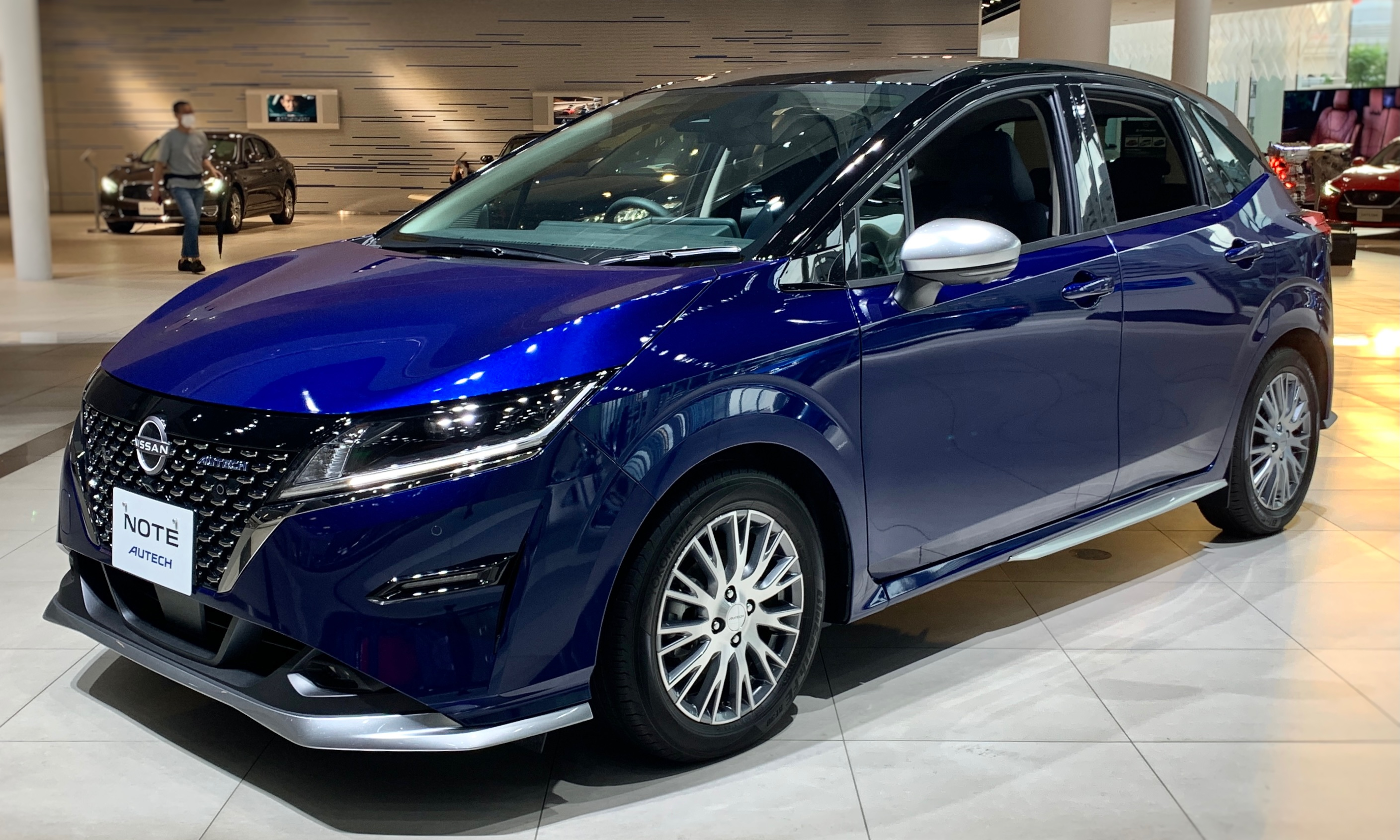
Note Autech
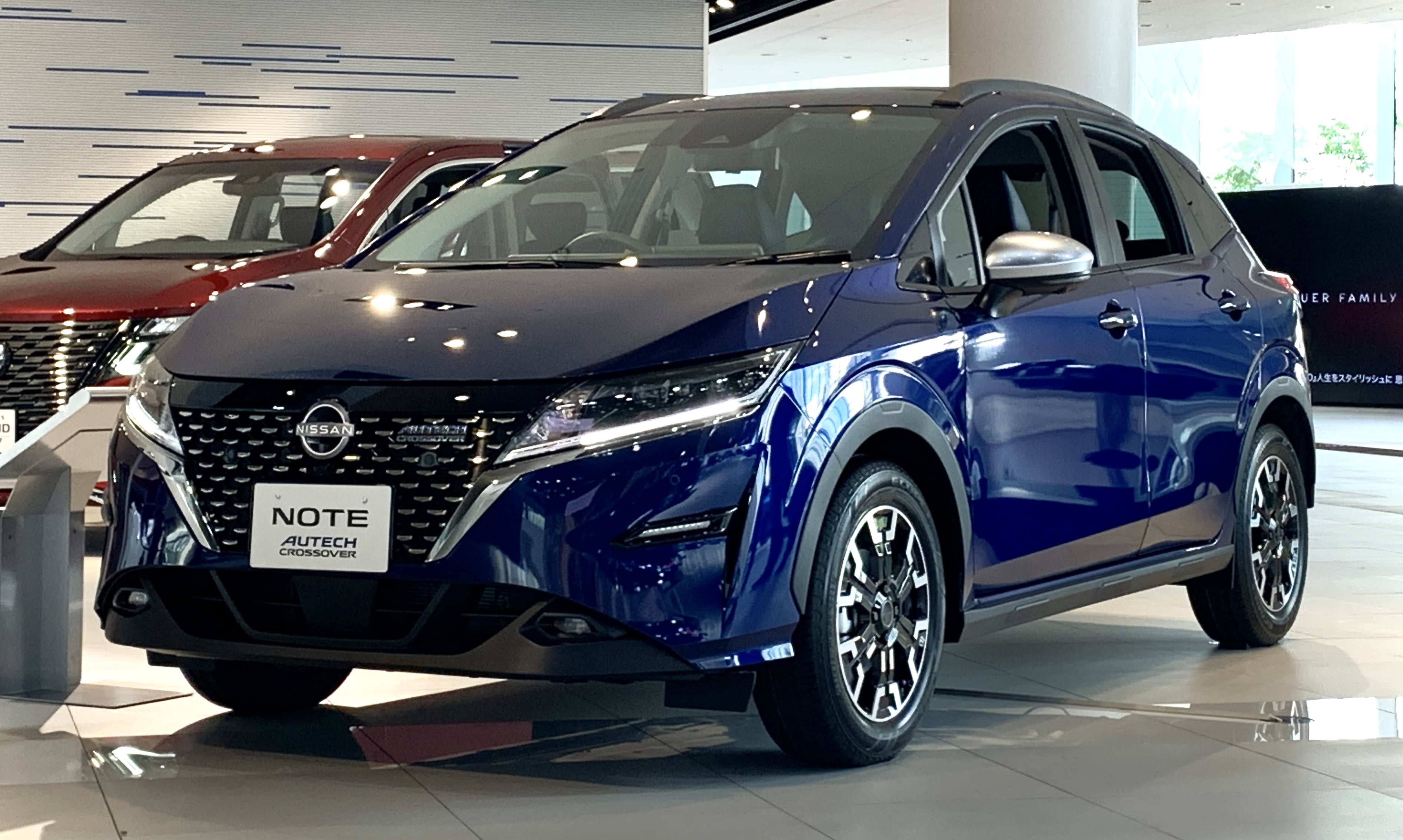
Note Autech Crossover

## Дизайн и конструкция
Дизайн Note третьего поколения основан на философии «вечного японского футуризма», а стиль экстерьера роднит модель с другими автомобилями Nissan этого времени, в том числе с электрическим кроссовером Ariya. Модель по сравнению с предшественником несколько уменьшилась — длина сократилась на 55 мм до 4045 мм, высота — на 15 мм до 1505 мм, колёсная база — на 20 мм до 2580 мм. Ширина не изменилась — 1695 мм. Клиренс составляет — 120 мм. Снаряжённая масса увеличилась на 20 кг и составляет 1190 кг. Интерьер модели также не похож на предыдущую версию — семидюймовая цифровая приборная панель, «парящая» центральная консоль с девятидюймовым экраном информационно-развлекательной системы Nissan Connect и возможность беспроводной зарядки смартфона. Передние сиденья получили возможность при посадке и высадке поворачиваться к дверям, облегчая процесс. 
В основе модели лежит модульная платформа CMF-B, сменившая собой применявшуюся раннее платформу Nissan V. Передняя подвеска — типа McPherson, задняя — торсионная балка. Привод — передний или полный. На передние колёса подаёт энергию электродвигатель EM47 мощностью 80 кВт (108 л.с) и крутящим моментом 254 Нм, на задние (в полноприводной версии) — MM48 мощностью 50 кВт (68 л.с) и крутящим моментом 15 Нм. Для подачи энергии на моторы используется бензиновый двигатель HR12DE мощностью 58 кВт (79 л.с) и крутящим моментом 103 Нм. 23 декабря в продажу поступила переднеприводная модель, а в феврале 2021 года — полноприводная. Цена модели начинается от 2 029 500 иен.

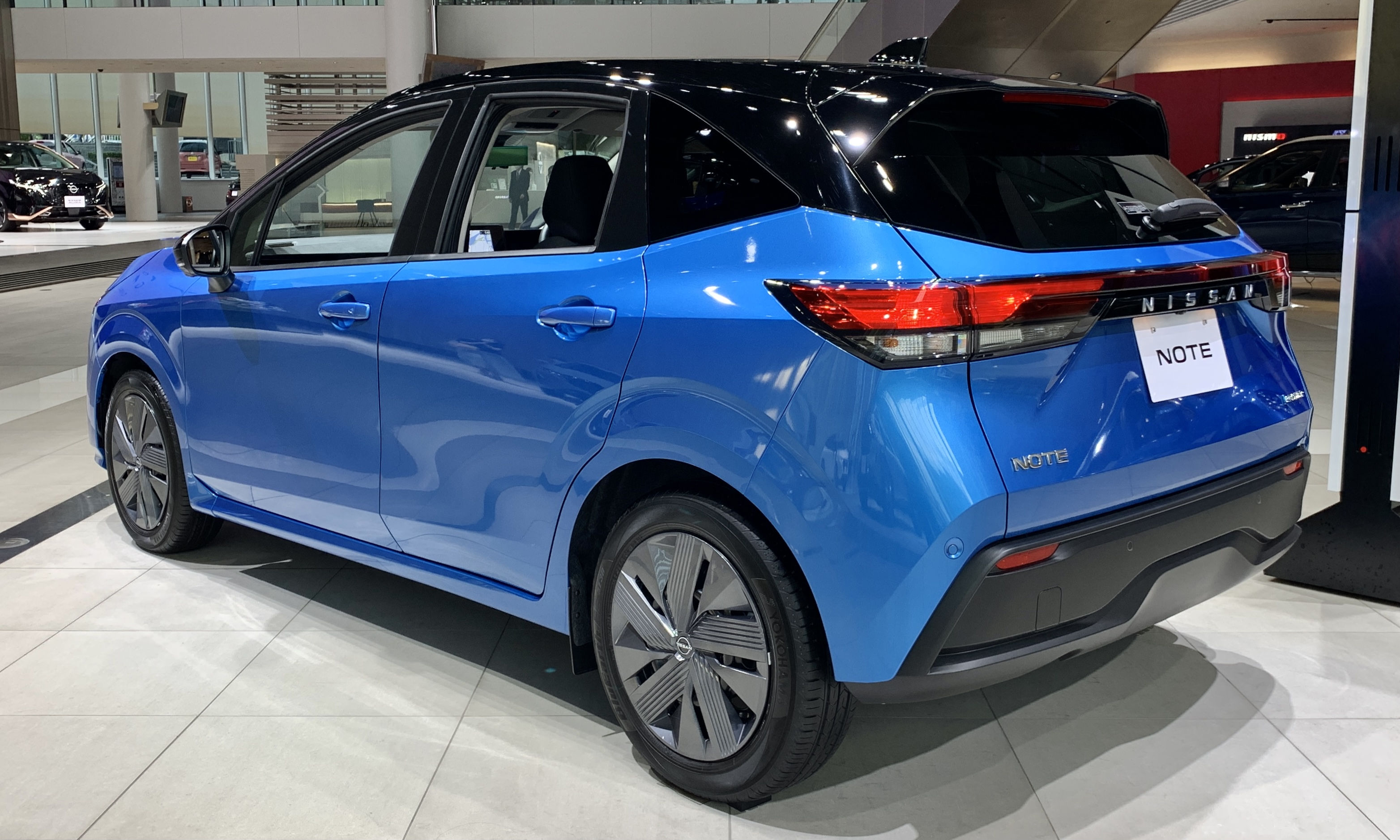
Вид сзади
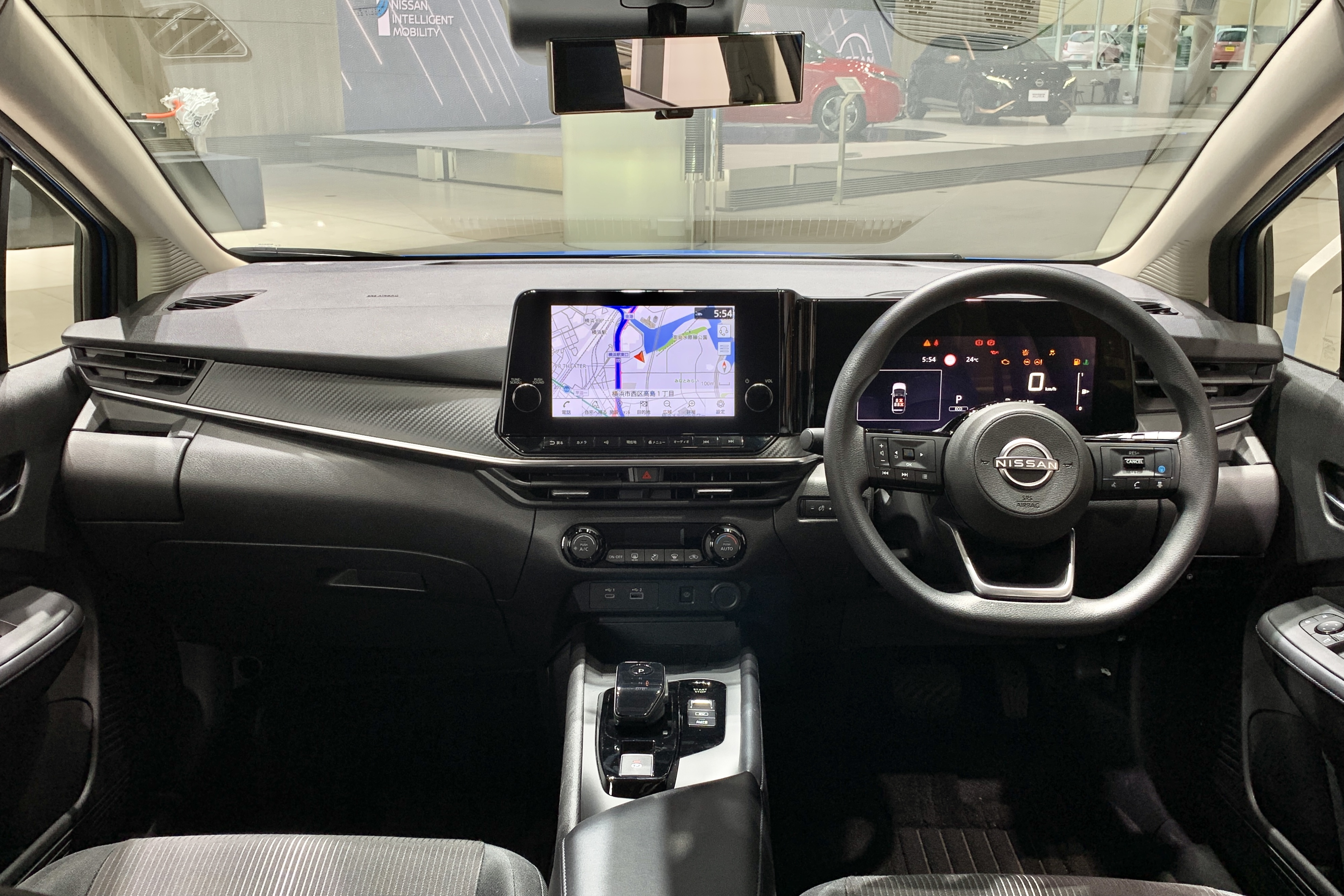
Интерьер
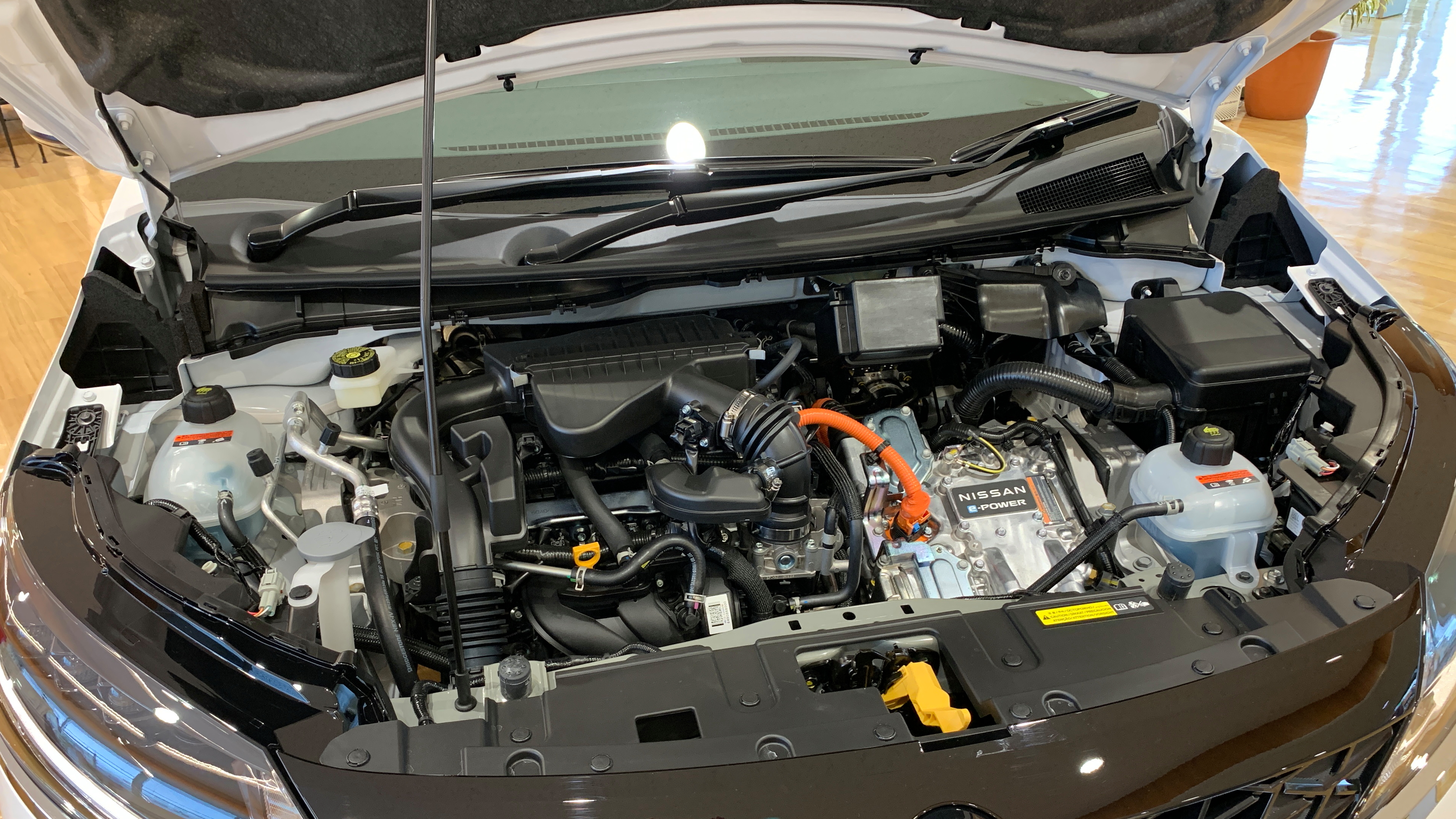
Подкапотное пространство
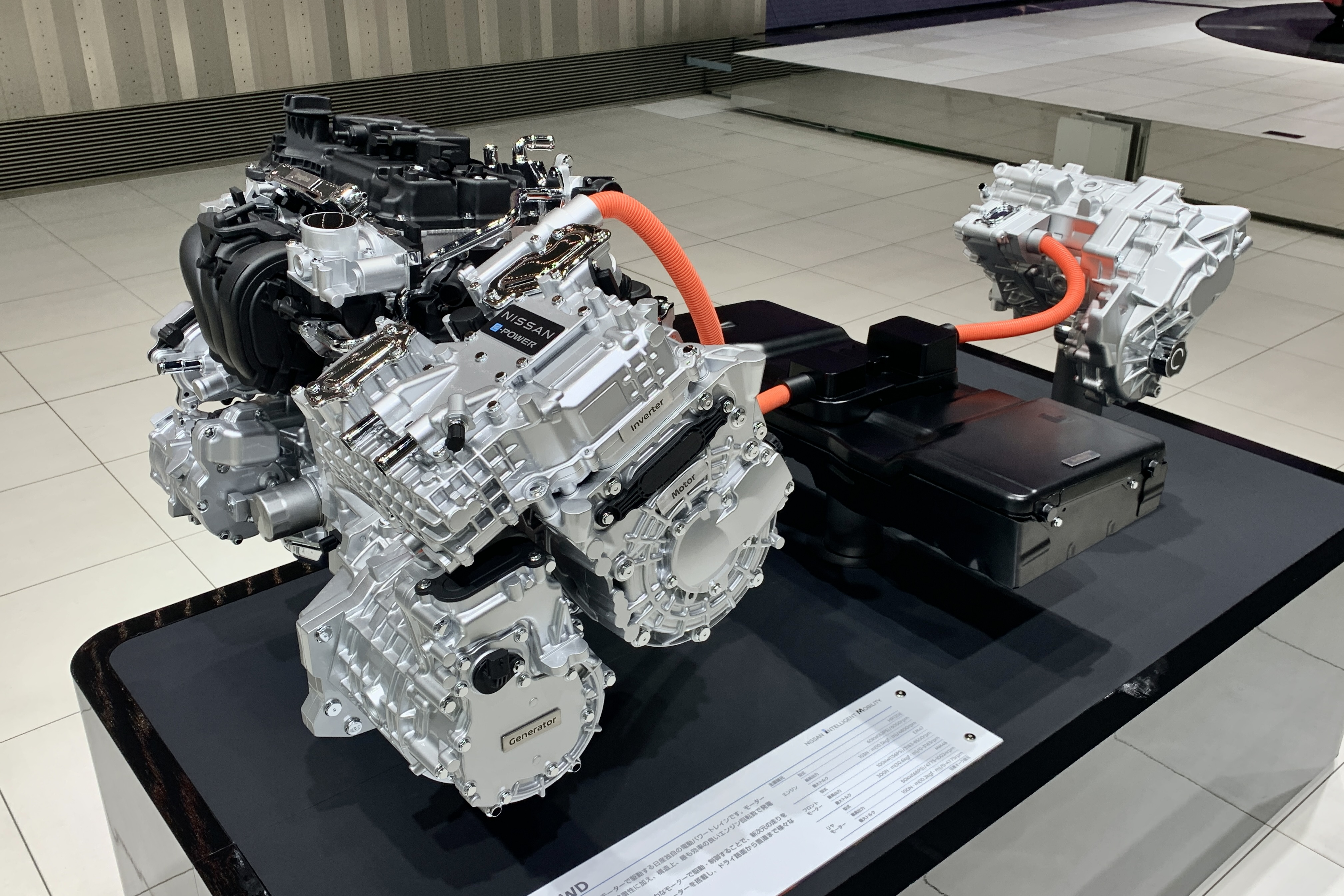
Двигатель e-Power

## Безопасность
В 2021 году автомобиль прошёл краш-тест по методике Японской программы оценки новых автомобилей (JNCAP) в 2021 году, получив 176,73 из 190 очков (93%). По результатам теста автомобиль набрал 86% (86,79 из 100 очков) в безопасности пассажиров при столкновении, 99% (81,95 из 82 очков) в предотвращении столкновений и 100% (8 из 8 очков) в системе автоматического экстренного вызова в случае ДТП.
| JNCAP                                                   |     |
| · 93% · общий рейтинг                                   |     |
| Безопасность при столкновении                           | 86% |
| Превентивная безопасность                               | 99% |
| Протестированная модель: Nissan Note / Note Aura (2021) |     |

## Награды

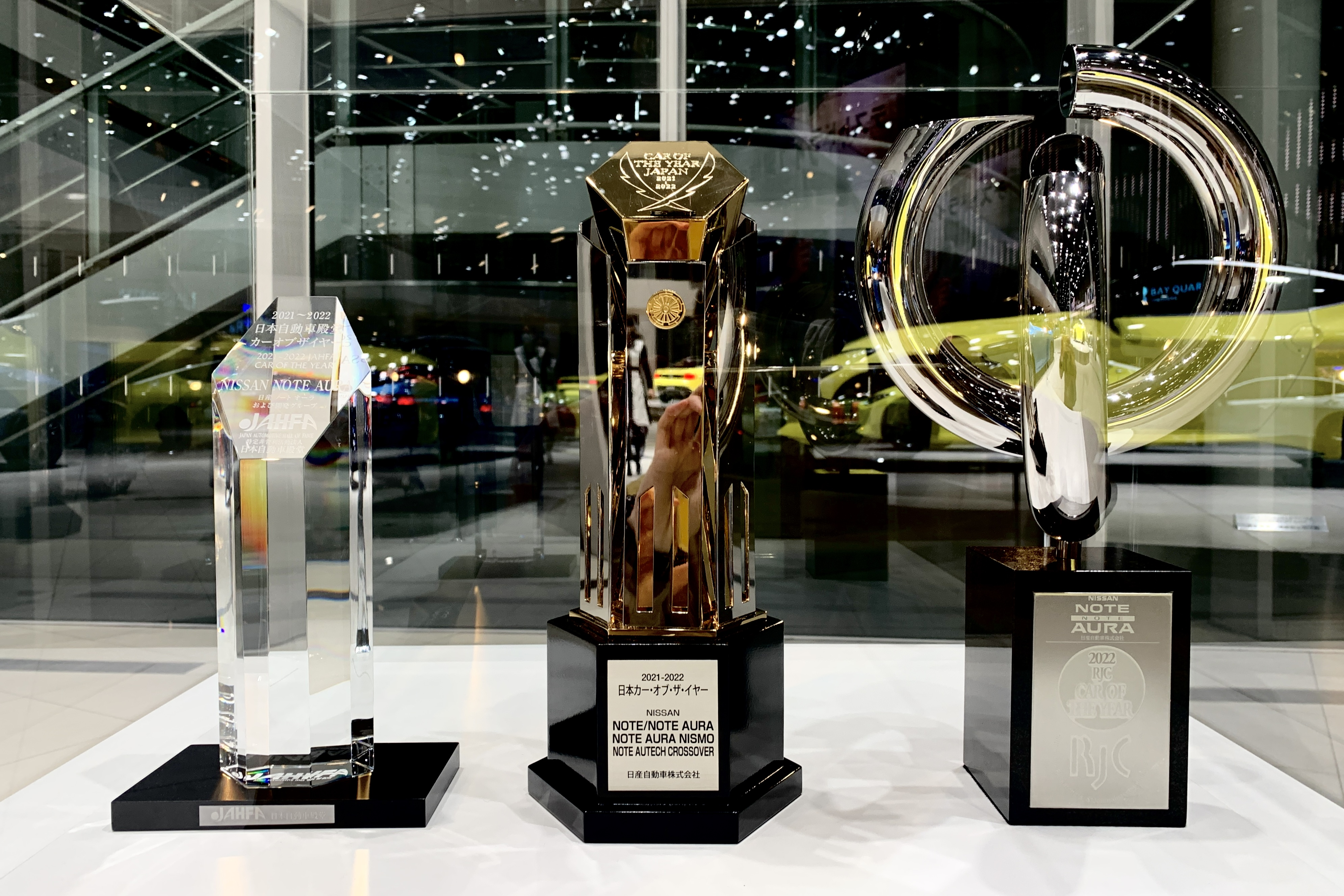
Три награды «Автомобиль года в Японии» модели третьего поколения

В декабре 2021 года модель третьего поколения стала Автомобилем года в Японии.

## Продажи
Note по-прежнему является самой продаваемой моделью Nissan в Японии — ежегодно реализовывается около 100 тысяч машин, а суммарное число проданных автомобилей превысило 300 тысяч.
| Страна | Календарный год | Календарный год | Календарный год | Всего   |
| Страна | 2021            | 2022            | 2023            | Всего   |
| ------ | --------------- | --------------- | --------------- | ------- |
| Япония | 90 177          | 110 113         | 102 508         | 302 798 |